# Tony Roberts (Schauspieler)

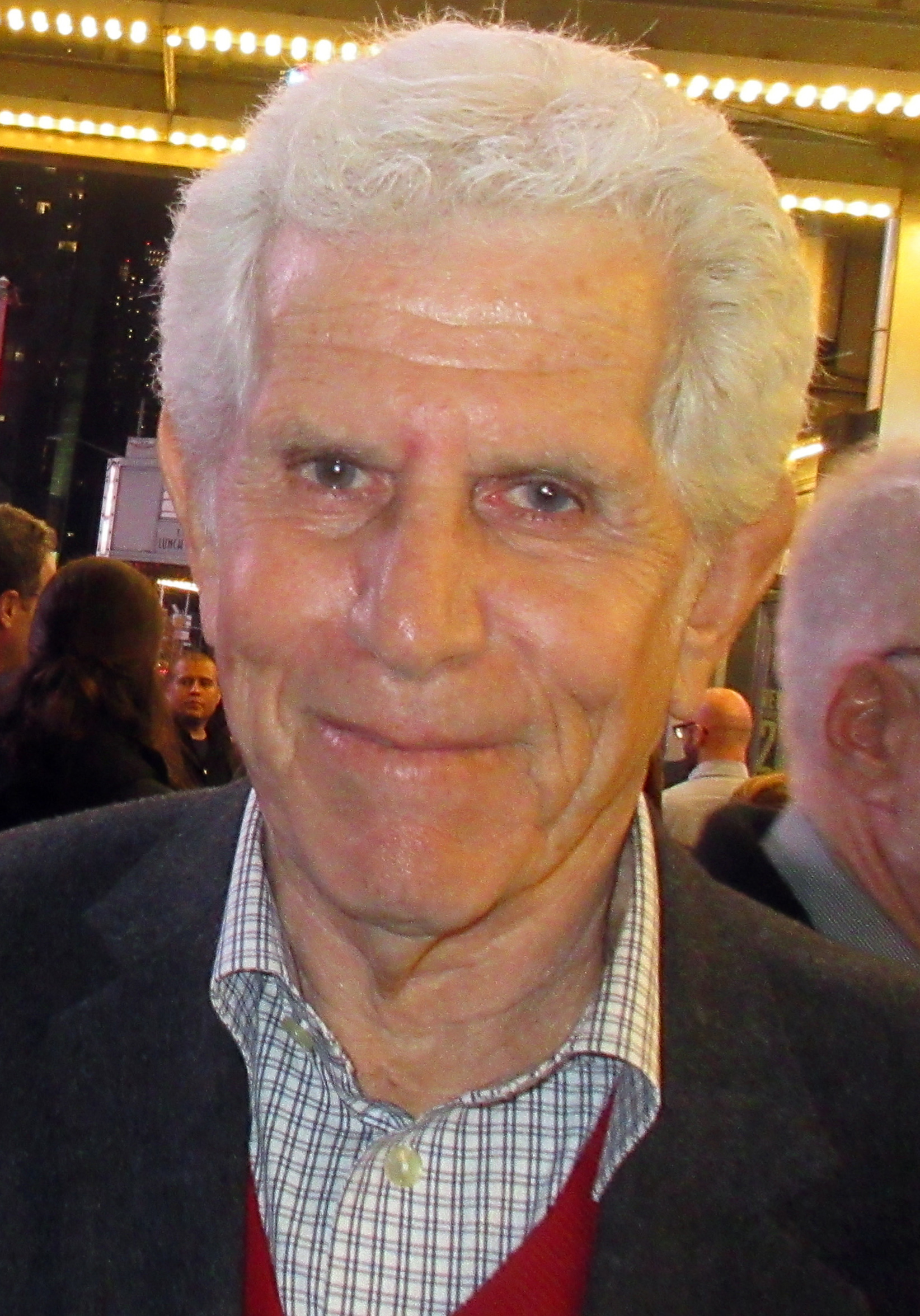
Tony Roberts (2019)

Tony Roberts (* 22. Oktober 1939 in New York City, New York; † 7. Februar 2025 ebenda) war ein US-amerikanischer Schauspieler.

## Biografie
Roberts entstammte einer jüdischen Familie aus New York. Sein Vater war der Fernsehansager und Radiomoderator Ken Roberts (1910–2009). Seine Ausbildung absolvierte Roberts an der Lincoln University.
Roberts trat erstmals in den frühen 1960er-Jahren am Broadway in Erscheinung, als er neben Art Carney in der Komödie  Take Her, She’s Mine auftrat. Er entwickelte sich dort in den folgenden Jahrzehnten zu einer festen Größe. und spielte am Broadway bis 2009 in mehr als 20 Shows. Für seine Auftritte in den Stücken How Now, Dow Jones und Play It Again, Sam erhielt er Nominierungen für den Tony Award. Sein Schaffen als Theaterschauspieler umfasste insgesamt viele Komödien, so von 1986 bis 1987 als Mortimer in Arsen und Spitzenhäubchen, von 1995 bis 1997 in der Hauptrolle des Toddy im Musical Victor/Victoria sowie 2009 das Stück The Royal Family von George S. Kaufman und Edna Ferber. Weiterhin agierte er am Broadway in Musicalproduktionen wie Cabaret oder im Jahr 2007 Xanadu, das auf dem gleichnamigen Film basiert. Gelegentlich spielte er aber auch in ernsten Stoffen, so als Arzt Dorn in Tschechows Die Möwe.
Bekannt wurde Roberts einem Filmpublikum besonders durch seine Rollen in sechs Filmen von Woody Allen, mit dem er auch privat seit den späten 1950er-Jahren befreundet war. In den Filmen Mach’s noch einmal, Sam (1970) und Der Stadtneurotiker (1977) spielte er jeweils den Freund von Woody Allens Hauptfigur, der bei Frauen mehr Erfolg als dieser hat. Seine Rolle in Mach’s noch einmal, Sam hatte er zuvor schon am Broadway unter Allens Regie und an der Seite von Diane Keaton gespielt. Die weiteren gemeinsamen Filme waren Stardust Memories (1980), Eine Sommernachts-Sexkomödie (1982), Hannah und ihre Schwestern (1986) und Radio Days (1987).
Weitere bekannte Filmrollen hatte Roberts als bester Freund von Al Pacinos Hauptfigur in Sidney Lumets Polizeithriller Serpico (1973) und als Pressesprecher in dem Thriller Stoppt die Todesfahrt der U-Bahn 123 (1975). Zudem spielte er gelegentlich in Fernsehserien wie Love Boat, Mord ist ihr Hobby und Law & Order. Sein Schaffen für Film und Fernsehen umfasst insgesamt mehr als 60 Produktionen zwischen Mitte der 1960er-Jahre und 2017. Zuletzt verkörperte er 2017 die Rolle des Max Kellerman in einem Fernsehfilm-Remake von Dirty Dancing.
Roberts war von 1969 bis 1975 mit Jennifer Lyons verheiratet, seine Tochter ist die Schauspielerin Nicole Burley. 2015 veröffentlichte er eine Autobiografie unter dem Titel Do You Know Me?. Er verstarb am 7. Februar 2025 im Alter von 85 Jahren an den Folgen von Lungenkrebs.

## Filmografie (Auswahl)
- 1965: The Trials of O’Brien (Fernsehserie, Folge 1x10)
- 1965–1966: The Edge of Night (Fernseh-Seifenoper, regelmäßige Rolle)
- 1971: Die Millionen-Dollar-Ente (The Million Dollar Duck)
- 1971: Star Spangled Girl
- 1972: Mach’s noch einmal, Sam (Play It Again, Sam)
- 1973: Serpico
- 1974: Stoppt die Todesfahrt der U-Bahn 123 (The Taking of Pelham One Two Three)
- 1975: Die schönen Wilden (Le sauvage)
- 1976: Die Entführung des Lindbergh-Babys (The Lindbergh Kidnapping Case, Fernsehfilm)
- 1977: Der Stadtneurotiker (Annie Hall)
- 1977: Rossetti and Ryan (Fernsehserie, 7 Folgen)
- 1978–1979: Love Boat (The Love Boat, Fernsehserie, 3 Folgen)
- 1979: Die Mädels im Büro (The Girls in the Office, Fernsehfilm)
- 1980: Sag mir, was Du willst (Just Tell Me What You Want)
- 1980: Stardust Memories
- 1982: Das Komplott (A Question of Honor, Fernsehfilm)
- 1982: Eine Sommernachts-Sexkomödie (A Midsummer Night’s Sex Comedy)
- 1983: Amityville III (Amityville 3-D)
- 1983: Auf und davon (Packin’ It In, Fernsehfilm)
- 1984: The Four Seasons (Fernsehserie, 13 Folgen)
- 1985: The Lucie Arnaz Show (Fernsehserie, 6 Folgen)
- 1986: Hannah und ihre Schwestern (Hannah and Her Sisters)
- 1986: Das Geschäft des Lebens (Seize the Day)
- 1987: Radio Days
- 1988: Endlich wieder 18 (18 Again!)
- 1988: The Thorns (Fernsehserie, 12 Folgen)
- 1991: Matlock (Fernsehserie, Folge 5x13)
- 1991: Skinner … lebend gehäutet (Popcorn)
- 1991: Switch – Die Frau im Manne (Switch)
- 1991: Laß mich nicht allein, Mutter! (Our Sons, Fernsehfilm)
- 1991–2010: Law & Order (Fernsehserie, 4 Folgen)
- 1992: Mord ist ihr Hobby (Murder, She Wrote, Fernsehserie, Folge 8x16 Bis in alle Ewigkeit)
- 1993: Mißbraucht (Not in My Family, Fernsehfilm)
- 1993: Die Stunde der Wahrheit (The American Clock, Fernsehfilm)
- 1995: Victor/Victoria (Fernsehfilm)
- 1996: Surprise!
- 1998: Dead Broke
- 2001: Sounds from a Town I Love (Kurzfilm für das Konzert für New York City)
- 2005: Das Ende der Unschuld (Twelve and Holding)
- 2008: Criminal Intent – Verbrechen im Visier (Law & Order: Criminal Intent, Fernsehserie, Folge 7x18)
- 2014: Liebe to Go – Die längste Woche meines Lebens (The Longest Week)
- 2017: Dirty Dancing (Fernsehfilm)